# Louise Otto (Schwimmerin)
Louise Otto (* 30. August 1896 in Hamburg; † 9. März 1975 ebenda) war eine deutsche Schwimmerin.

## Leben
Louise Otto vom Damenschwimmverein Bille Hamburg nahm bei den Olympischen Spielen 1912 in Stockholm an beiden für Damen ausgeschriebenen Wettbewerben teil. Über 100 Meter Freistil schied sie im Halbfinale aus. Die deutsche 4-mal-100-Meter-Freistilstaffel in der Besetzung Wally Dressel, Louise Otto, Hermine Stindt und Grete Rosenberg erreichte im Finale 11,8 Sekunden nach den britischen Olympiasiegerinnen das Ziel, hatte aber 12,4 Sekunden Vorsprung auf die drittplatzierten Österreicherinnen.

## Privates
1914 wurde Louise Otto Mutter einer Tochter, der späteren Film-Kostümbildnerin Erna Sander. Ihr Schwiegersohn war der deutsch-ungarische Film- und Fernsehproduzent Gyula Trebitsch.